# Octodontophora ornata
 (septembre 2019).
Genre
Espèce
Octodontophora ornata, unique représentant du genre Octodontophora, est une espèce de collemboles de la famille des Isotomidae.

## Distribution
Cette espèce est endémique de Sibérie en Russie.

## Publication originale
- Tshelnokov, 1990 : « A new genus, new and little known species of springtails (Collembola) in the fauna of north-east Asia ». Entomologicheskoe Obozrenie, vol. 69, no 2, p. 342-352.